# Frans de Bruijn Kops
George François „Frans” de Bruijn Kops (ur. 28 października 1886 w Bengkulu, zm. 22 listopada 1979 w Hadze) – piłkarz holenderski grający na pozycji napastnika. W swojej karierze rozegrał 3 mecze w reprezentacji Holandii.

## Kariera klubowa
W swojej karierze piłkarskiej de Bruijn Kops grał w klubie HBS Craeyenhout. W sezonie 1905/1906 wywalczył z nim mistrzostwo Holandii.

## Kariera reprezentacyjna
W reprezentacji Holandii de Bruijn Kops zadebiutował 29 kwietnia 1906 w przegranym 0:5 meczu Coupe Van den Abeele z Belgią, rozegranym w Antwerpii. W 1908 roku na igrzyskach olimpijskich w Londynie zdobył brązowy medal. Od 1906 do 1908 roku rozegrał w kadrze narodowej 3 mecze.